# Loeys-Dietz-Syndrom
Das Loeys-Dietz-Syndrom ist eine sehr seltene, zu den Bindegewebserkrankungen gehörende angeborene Erkrankung mit den Leitsymptomen Aortenaneurysma, Gesichtsauffälligkeiten (Hypertelorismus, Gaumenspalte) sowie diffuse Gefäßveränderungen (Aneurysma) und allergische Erkrankungen.
Synonym: Aortenaneurysma-Syndrom durch TGFbeta-Rezeptor-Anomalien
Die Bezeichnung geht zurück auf die Autoren des Erstbeschriebes aus dem Jahre 2005 durch die  Humangenetiker Harry C. Dietz und Bart L. Loeys.

## Verbreitung
Die Häufigkeit wird mit unter 1 zu 1.000.000 angegeben, die Vererbung erfolgt autosomal-dominant.

## Einteilung
Je nach bekannter zugrunde liegender Mutation erfolgte die Einteilung „klassisch“ in zwei Gruppen:
- LDS1 (Synonyme: Furlong Syndrome; familiäres thorakales Aortenaneurysma Typ 5; AAT5),  mit Mutationen im TGFBR1-Gen im Chromosom 9 an Genort q22.33.[3]
- LDS2 (Synonyme: Familiäres thorakales Aortenaneurysma Typ 3; AAT3; veraltet: Marfan-Syndrom Typ II) mit Mutationen im TGFBR2-Gen im Chromosom 3 am Genort p24.1.[4]

Mit Entdeckung weiterer, seltener auftretender Mutationen wurde die Einteilung wie folgt ergänzt:
- Typ I (entspricht LDS1), Mutationen im TGFBR1-Gen
- Typ II (entspricht LDS2), Mutationen im TGFBR2-Gen
- Typ III (LDS3) (Synonyme: Aneurysms-osteoarthritis syndrome; Loeys-Dietz syndrome With Osteoarthritis; veraltet: Loeys-Dietz syndrome, Typ1C; LDS1C), Mutationen im SMAD3-Gen im Chromosom 15 an Genort q22.33[7]
- Typ IV (LDS4) (Synonym: Aneurysm, Aortic And Cerebral, With Arterial Tortuosity And Skeletal Manifestations), Mutationen im TGFB2-Gen im Chromosom 1 an Genort q41[8]
- Typ V (LDS5) (Synonyme: Rienhoff Syndrom; RNHF), Mutationen im TGFB3-Gen im Chromosom 14 an Genort q24.3[9]

## Klinische Erscheinungen
Die Erkrankung zeigt sich bereits beim Neugeborenen oder im Kleinkindesalter.
Hauptsächlich finden sich folgende klinische Kriterien:
- Aortenaneurysma (z. B. Dilatation der Aortenwurzel bei über 95 %)
- Andere arterielle Aneurysmen und Tortuosität
- Skelettale Auffälligkeiten (z. B. Pectus excavatum, Pectus carinatum, Skoliose, laxe Haut, luxierbare Gelenke)
- Kraniofaziale Auffälligkeiten (z. B. Weit auseinander stehende Augen, Gaumenspalte und/oder Uvula bifida, Craniosynostose)
- Haut (z. B. weiche und samtartige Haut, durchscheinende Haut mit gut sichtbaren darunter liegenden Venen)
- Allergische und entzündliche Erkrankung (z. B. Nahrungsmittelallergien, Saisonale Allergien, Asthma, chronische Sinusitis, Entzündliche Darmerkrankung)

Hinzu kommen:
Trichter- oder Hühnerbrust, Skoliose, Kontrakturen der Finger, Arachnodaktylie, Klumpfuß, Instabilität der Halswirbelsäule sowie durchscheinende, leicht verletzliche Haut.

## Diagnose
Der Nachweis der Aortenaneurysmata und Tortuosität der Gefäße erfolgt vorzugsweise mittels Ganzkörper-MRA.
Das Ausmaß der Dilatation der Aortenwurzel kann mittels Echokardiografie erfolgen.
Mittels einer App ist es möglich, durch eine Fotoanalyse das Gesichts auf charakteristische Merkmale für das Loeys-Dietz-Syndrom hin zu analysieren.

## Differentialdiagnose
Abzugrenzen sind das Marfan-Syndrom, das Ehlers-Danlos-Syndrom und das Shprintzen-Goldberg-Syndrom.